# مستشفى شرق المدينة
مستشفى شرق المدينة هو مستشفى تخصصي حكومي مصري، يتبع أمانة المراكز الطبية المتخصصة أحد قطاعات وزارة الصحة والسكان، يقع في منطقة ميامي بالإسكندرية، مصر.

## الوصف
مستشفى شرق المدينة يقع على مساحة 16 ألف متر بالإضافة إلى مسطح (مبنى أ) لتصبح المساحة الإجمالية لها 18 ألف متر، وتشمل 16 عيادة خارجية وصيدلية وقسم للأشعة التخصصية، ووحدة الكلى الصناعية ووحدة الكبد والطب النووى، ومركز للأسنان، ووحدة علاج طبيعى ومركز متخصص لقسطرة القلب والأوعية الدموية وجراحات القلب والصدر.
ويتكون المبنى المطور من طابق أرضى وأربعة أدوار علوية، سيضم الطابق الأرضى وحدة قسطرة القلب التشخيصية والعلاجية بالإضافة إلى معمل وأشعة مقطعية وموجات فوق الصوتية وسينية رقمية، بينما يضم الطابق الأول وحدة عناية ما بعد جراحة القلب وسيتم تجهيزه ليحوى 17 سرير وغرفة عزل، أما الطابق الثاني فسيتم تخصيصه لرعاية أمراض القلب بسعة 23 سرير، ويحتوى الطابق الثالث على مكاتب إدارية.